# Pawlichy
Pawlichy – kolonia w Polsce położona w województwie lubelskim, w powiecie biłgorajskim, w gminie Księżpol.
W latach 1975–1998 miejscowość administracyjnie należała do województwa zamojskiego.
Wierni Kościoła rzymskokatolickiego należą do parafii 
Podwyższenia Krzyża Świętego w Księżpolu.